# Monumento Nacional (Estados Unidos)

O Monumento Nacional da Estátua da Liberdade, que compreende a Ilha da Liberdade e a Ilha Ellis.

Nos Estados Unidos, um Monumento Nacional (National Monument, em inglês) é uma área protegida de nível federal designada pelo Presidente sem necessária aprovação do Congresso. Em contrapartida, um Monumento Nacional recebe investimento menor com relação aos parques nacionais. A Lei que rege os Monumentos Nacionais, Antiquities Act ou Ato de Antiguidades, foi declarada em 1906 pelo presidente Theodore Roosevelt. 
Há 129 áreas protegidas reconhecidas como Monumentos Nacionais dos Estados Unidos, sendo que os estados do Arizona, do Novo México e da Califórnia a maior quantidade delas. Uma mesma área pode ostentar a qualidade de Monumento Nacional e de Local Histórico Nacional simultaneamente. Historicamente, alguns monumentos nacionais foram administrados pelo Departamento de Guerra.

## Monumentos nacionais por estado e território

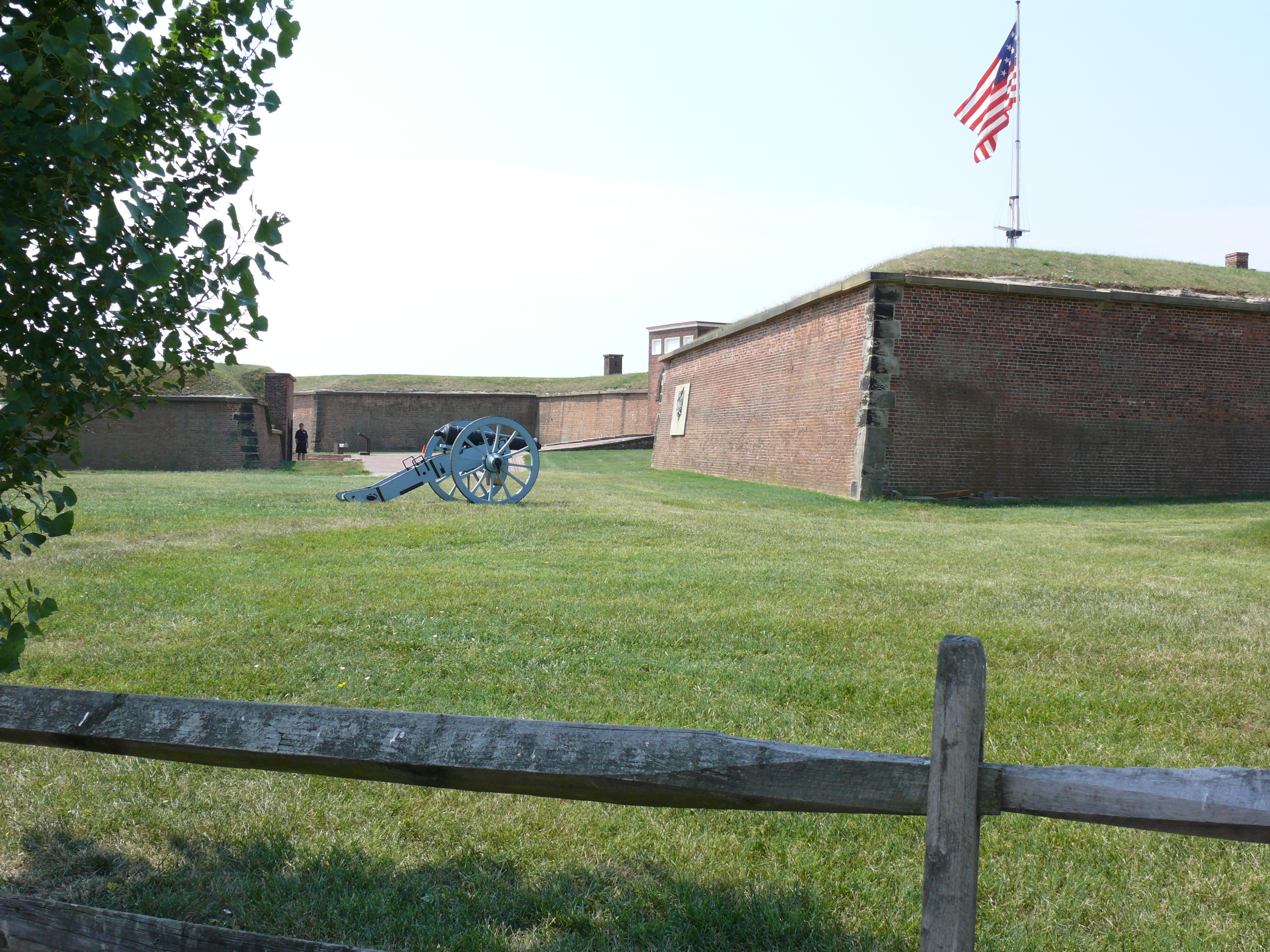
Monumento Nacional Fort McHenry, único em Maryland.

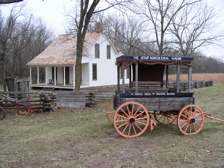
Monumento Nacional George Washington Carver, único no Missouri.

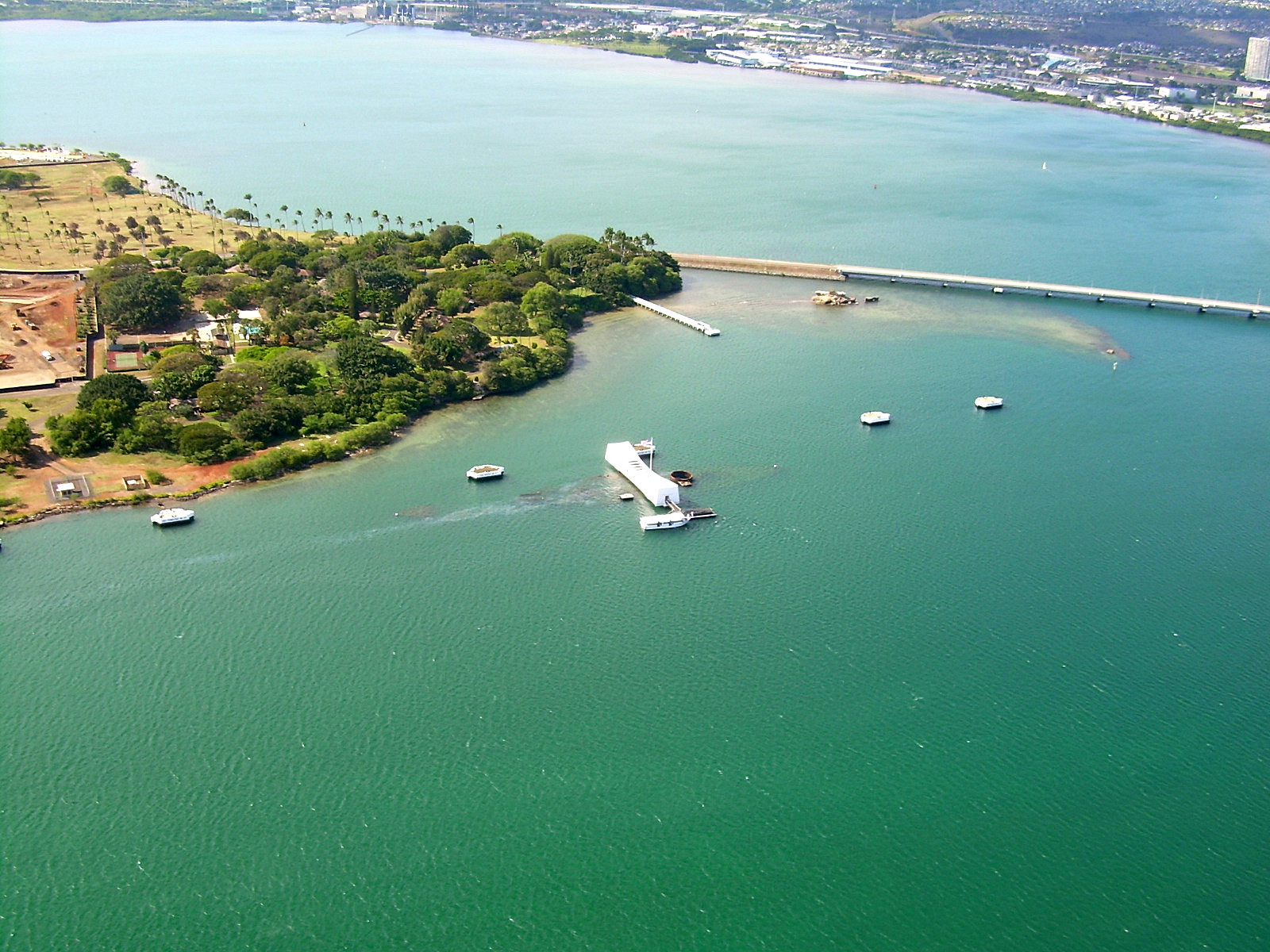
O Monumento Nacional da II Guerra Mundial no Pacífico compreende Pearl Harbor e as Ilhas Attu e Kiska.

| Estado                 | Monumentos |
| Alabama                | 1          |
| Alasca                 | 5          |
| Arizona                | 18         |
| Arkansas               | 0          |
| Califórnia             | 11         |
| Carolina do Norte      | 0          |
| Carolina do Sul        | 1          |
| Colorado               | 7          |
| Connecticut            | 0          |
| Dakota do Norte        | 0          |
| Dakota do Sul          | 1          |
| Delaware               | 1          |
| Distrito de Colúmbia   | 1          |
| Flórida                | 2          |
| Geórgia                | 3          |
| Guam                   | 1          |
| Havaí                  | 2          |
| Idaho                  | 2          |
| Marianas Setentrionais | 2          |
| Ilhas Menores          | 1          |
| Ilhas Virgens          | 2          |
| Iowa                   | 1          |
| Kansas                 | 0          |
| Kentucky               | 0          |
| Louisiana              | 1          |
| Maine                  | 0          |
| Maryland               | 2          |
| Massachusetts          | 0          |
| Michigan               | 0          |
| Minnesota              | 2          |
| Mississippi            | 0          |
| Missouri               | 1          |
| Montana                | 3          |
| Nebraska               | 3          |
| Nevada                 | 0          |
| Nova Hampshire         | 0          |
| Nova Iorque            | 5          |
| Nova Jérsei            | 1          |
| Novo México            | 13         |
| Ohio                   | 1          |
| Oklahoma               | 0          |
| Oregon                 | 4          |
| Pensilvânia            | 0          |
| Rhode Island           | 0          |
| Tennessee              | 0          |
| Texas                  | 1          |
| Utah                   | 5          |
| Vermont                | 0          |
| Virgínia               | 3          |
| Virgínia Ocidental     | 0          |
| Washington             | 3          |
| Wisconsin              | 0          |
| Wyoming                | 2          |